# Andrej Platonov
Andrej Platonov (rusky Андрей Плато́нов; vlastním jménem Andrej Platonovič Klimentov Андрей Платонович Климентов; 16. srpnajul./ 28. srpna 1899greg. 1899, Voroněž – 5. ledna 1951, Moskva) byl ruský básník, prozaik, satirik a dramatik.

## Biografie

### Dětství
Jeho otec se jmenoval Platon Firsovič Klimentov (1870–1952), pracoval jako řidič lokomotivy a zámečník ve Voroněži. Dvakrát obdržel titul hrdina práce (1920 a 1922) a v roce 1928 vstoupil do komunistické strany. Jeho matka Marija Vasiljevna Lobočichina (1874/1875–1928/1929) byla dcerou hodináře, ženou v domácnosti a matkou celkem 11 dětí. Andrej byl z nich nejstarší. Maria byla těhotná prakticky každý rok, Andrej se tak podílel na výchově svých sourozenců a později jim zajišťoval i stravu. Oba rodiče jsou pochováni na Čugunovském hřbitově ve Voroněži.

### Vzdělání a první zaměstnání
V roce 1906 Andrej nastoupil na farní školu. Mezi lety 1909–1913 pak navštěvoval městskou čtyřletou školu. Od roku 1913 (nebo jara 1914) do roku 1915 pracoval jako nádeník. Pracoval také v kanceláři pojišťovny „Rusko“, nebo jako pomocník strojvedoucího. V roce 1915 pracoval jako slévač v továrně na výrobu trubek. Od podzimu 1915 až do jara 1918 pracoval v mnoha Voroněžských dílnách, kde se podílel na produkci mlýnských kamenů.

### Služba v Rudé armádě
V roce 1918 začal studovat elektrotechniku na Voroněžském technickém železničním učilišti, kterou však mohl ukončit až po vojenské službě v roce 1921. Sloužil v hlavním revolučním výboru Jihovýchodních železničních drah v redakci časopisu Železná cesta. Zasáhl do občanské války jako korespondent na frontě. Ve spolupráci s několika novinami od roku 1919 začal publikovat svá díla. Profiloval se jako básník, publicista a kritik, v létě 1919 jako korespondent novin Zprávy Rady obrany Voronežské opevněné čtvrti v Novochopjorsku. Brzy poté byl povolán do Rudé armády. Do podzimu pracoval jako pomocník strojvůdce při vojenských převozech. V létě 1921 ukončil studium na roční stranické škole. 

### Začátek literární tvorby
V roce 1921 vyšla jeho první kniha, brožura „Elektrifikace“, rovněž i jeho básně ve sborníku různých autorů pod názvem „Básně“. V roce 1922 se mu narodil syn. Ve stejném roce Platonovi vyšla básnická sbírka „Hluboká hloubka“. V roce 1923 se Valerij Brjusov pozitivně odkazoval na sbírku básní Platonova s názvem „Tisk a revoluce“. Na jaře 1924 se zúčastnil prvního všestranného hydrologického kongresu, kde představil své projekty o hydrologii regionu a plány na pojištění plodin proti suchu. Současně na jaře 1924 opět požádal o členství v Komunistické straně a byl přijat jako kandidát. Ve 20. letech si změnil své příjmení z Klimentova na Platonova, inspirován jménem svého otce. V letech 1927–1930 napsal Platonov svá nejznámější díla, povídku „Kotlovan“ a román „Čevengur“. Obě díla jsou zcela novátorská jak jazykově, tak i obsahově. Díla zobrazují ve fantasticko-utopickém duchu budování nové komunistické společnosti. Žádné z těchto děl nebylo publikováno za života Platonova.

### Represe
Po přečtení povídky publikované Platonovem v roce 1931 v časopise Krasnaja Nov Stalin na jeho adresu napsal: „Talentovaný spisovatel, ale svině.“ V hluboké depresi Platonov publikoval další dílo Vprok, které bylo podrobeno tvrdé kritice Fadějeva a Stalina. Do redakce časopisu Krasnaja Nov zaslal Stalin dopis, v němž popisoval dílo Platonova jako "příběh agenta našich nepřátel psaných za účelem zdiskreditování společného rolnického hnutí" a požadoval trest pro autora a vydavatele.
Přesto však se v roce 1934 Platonov zúčastnil kolektivního výjezdu spisovatelů do střední Asie, což bylo poměrně značným znakem důvěry. V Turkmenistánu Platonov napsal povídku Takyr a opět tím začalo jeho pronásledování. V novinách Pravda se 18. ledna 1935 objevila dehonestující zpráva o Platonovi, po které veškeré časopisy znovu začaly odmítat jeho texty a ty, které už byly přijaty, začaly vracet. V květnu 1938 byl zatčen na základě udání jeho tehdy patnáctiletý syn, který byl díky přímluvě Platonových přátel propuštěn a vrátil se tak domů na podzim 1940, avšak již nevyléčitelně nemocný. Platonov se o svého nemocného syna staral a sám se od něj nakazil tuberkulózou. V lednu 1943 jeho syn zemřel.

### Vojenský korespondent
Za Velké Vlastenecké války byl Platonov s hodností kapitána válečným korespondentem novin Krasnaja Zvězda. Jeho válečné povídky se objevovaly v tisku. Na frontě byl velmi skromným a mnoho času strávil v předních liniích a účastnil se bojů. Nehledě na svědomité plnění povinnosti a riskování života, na rozdíl od jiných válečných korespondentů (viz Simonov, Šolochov, Grossman, Ševcov) byl oceněn pouze medailí Za vítězství nad Německem. V únoru 1946 byl Andrej Platonov demobilizován kvůli nemoci.

### Poslední léta života
Na konci roku 1946 vyšla Platonova povídka „Návrat“ (původní autorský název byl však „Rodina Ivanova“). Literární kritik Vladimir Jermilov následně obvinil autora z „odporného hanobení sovětských občanů, sovětské rodiny a vítězných vojáků, kteří se vrátili po vítězství zpět do svých domovů.“
Na konci 40. let, kdy mu již nebylo umožněno autorsky tvořit, se zabýval literární adaptací ruských a baškirských pohádek tištěných v dětských časopisech. Platonov nakonec zemřel na tuberkulózu 5. ledna 1951 v Moskvě. Po jeho smrti zůstala naživu ještě jeho dcera Maria Platonova (zemřela 2005), která pracovala na pozdějším publikování Platonových knih.

## Styl a tematika děl
Komplexní světový pohled na Andreje Platonova spojuje prvky komunismu, křesťanství a existencialismu a nemůže být jednoznačně definován. Jedním z nejnápadnějších rysů Platonovovy tvorby je jeho originalita, která nemá obdoby v ruské literatuře. Projevuje se v jazykové stránce, jazyk jeho děl je často označován jako „primitivní“ či „nevhodný“. Jeho próza je plná lexikálních a gramatických chyb, které jsou charakteristické například pro dětskou řeč. V souvislosti s jeho tvorbou se také zmiňuje využívání typické sovětské byrokracie, často v ironickém duchu (např. „zabavit svou náklonnost“), ale zdaleka ne vždy tomu tak je. V díle Andreje Platonova forma a obsah tvoří jediný, neoddělitelný celek, tedy samotný jazyk platónských děl je jejich obsahem. 
Mezi klíčové motivy v práci Platonova patří téma smrti a její překonání. Ve svých dílech opakovaně upozorňuje na myšlenky vzkříšení z mrtvých, které je v myslích svých postav spojené s nadcházejícím příchodem komunismu. Jedním z opakujících se motivů v jeho díle je také smrt dítěte. V díle „Kotlovan“ lze najít odpovídající scénu, která se stává klíčovou – po smrti své vychovatelky Nasti dělníci kopající základové výkopy ztrácí víru ve všemocnost komunismu a také naději na vítězství nad smrtí („Nyní už v nic nevěřím“).
Josif Brodský Andreje Platonova srovnává s autory jako je např. Franz Kafka nebo s Dostojevským.
Levin nazývá Platonova existencialistou.

## Příklad děl

### Džan
Džan je malý národ, který žije na pomezí křesťanství a muslimského světa. Nájezdníci sem vždy přijedou a vše jim vezmou. Probíhá to až do té chvíle, kdy národ džanů přichází do Arabského města, přijde před palác a říkají, že už od života nic neočekávají, že čekají, že je zabijí a bude konečně konec. Ale lidé, kteří se smířili se smrtí a jsou připraveni na jakékoliv zacházení, tak ta druhá strana (Arabští nájezdníci) je tak překvapena, že tento národ nechali být. Z jejich života se ale vytratila touha po životě. Od toho okamžiku byl národ životaschopný a smířil se smrtí. Začali jen živořit. Jeden z jeho členů „Čagatajev“ vystudoval v Rusku a vrací se nazpět. Chce tomuto nárůdku pomoci, ale věděl, že pomoc nespočívá v náklaďáku potravin, ale udělal to tak, že bez jakýchkoliv prostředků vystoupil z vlaku ve stepi a šel tou stepí bez vody, bez ničeho, aby se dostal na vlnu vědomí tohoto nárůdku. Dostal se na samý kraj existence svého života, umírá málem žízní, láká na své tělo supy, aby jej mohl zabít a aby přežil. Dostane se k tomu nárůdků, je na jejich vlně a oni tomu věří. On je přesvědčuje, aby se znovu vrátili. Vrací se na starodávnou pouť, kdy ovce obchází tu step ve velkých kruzích, aby v určitou dobu spásaly trávu tam, kde roste. Tady to přechází do mýtu. Čagatajevovi se podaří přemluvit tyto lidi, aby s ním šli a znovu začali žít životem, který „věří v život“. Oni s ním jdou. Vybudují si obydlí.
První redakce této knihy – Čagatajev se odněkud vrátí a zjistí, že ti lidé odešli. Za tuto redakci byl Platonov kritizován.
Druhá redakce – Čagatajev tyto lidi našel a ptá se jich, proč odešli. Oni se chtěli prý podívat, jestli ještě nějaký svět existuje, chtěli se přesvědčit o tom, že nejsou sami a že svět je.

### Návrat
Povídka napsaná roku 1945 a vydána 1946 pod názvem Rodina Ivanova. Děj se odehrává po válce, kdy se Ivanov se vrací po 4 letech domů. Kritický moment je, když se vojáci vracející z fronty po skončení války (1941 – 1945) Jeho žena zůstala doma, starala se o rodinu. Dochází ke střetu dvou světů, které si navzájem nerozumí a jejich zkušenost je naprosto odlišná. Není to jen tím, že byli 4 roky od sebe, ale tím, v jakých kritických situacích byli. Z manželů jsou najednou dva cizí lidé . Hlavního hrdinu, vojáka, však vůbec nenapadá, že by bylo něco jinak, očekává to stejné, co opustil.
- nespěchá ale domů, čeká na vlak, potká se s Mášou, kterou zná z války. Stráví s ní asi dva dny, až potom dorazí domů za rodinou. Takže válka samotná nerozbila rodiny, ale převrátila tak ty vztahy, že lidé, kteří přežili, mají blíž k těm společníkům z války, netěší se domů, mají pocit cizoty, izolace apod., to je to hlavní, co Ivanova s Mášou pojí. Syn Ivanova zatím nahradil doma otce, stal se hlavou rodiny, nemohl si na to zvyknout. Dcera si ho nepamatuje, je ji 5, když otec odcházel, měla jen rok, je pro ni cizí, pláče. Manželka je opět ostýchavá, zdálo se mu, jako by se znovu poznávali. Syn Ivanova, Peťka, má 12 let a chová se příliš dospěle, což otci vadí. Říká, že jeho žena pracovala a on jim posílal peníze, takže si myslí, že není důvod, proč by se tak měl jeho syn chovat. Jeho rodina si ho tedy váží, i když tam je jakási cizota, ale Ivanov jejich život za války pokládá za banální a méněcenný ve srovnání s tím, co prožil on. Další postava, Semjonovič, přišel o rodinu, hlídal jim děti, když matka byla v práci, byla to pro něj kompenzace jeho ztráty, udělal si z nich náhradní rodinu.
Semjonovič pro rodinu představoval mužskou roli, psychickou oporu pro Ljubu (ženu) v životě s malými dětmi za války. Ivanov interpretuje ale vztah Ljuby se Semjonovičem tak, že Ljuba už nevěděla coby a z nudy si pořídila milence. Obviňuje ji v žárlivých představách, aby si odůvodnil to, proč odjíždí zase pryč, za Mášou. Skončí to tak, že odjíždí, ale děti se rozeběhnou za vlakem, takže se vrací a následuje již skutečný návrat domů. Platonov píše o tom, že hrdina z války má románek, rozpadají se rodiny v době, kdy byla všude euforie, oslava hrdinství. Muž je oslavovaný, je ten, který ze sobeckosti a zahleděnosti do sebe sama ničí tu rodinu. Ljuba unesla tu tíhu života, ale na druhou stranu to je pro ni nesmírně těžké (oficiální literatura by hovořila o hrdé ženě, budovatelce, která si se vším věděla rady a je silná, bez pochyb) Takže naprosté vybočení z oficiálních představ. Zobrazit tímto ruského bojovníka je kacířstvím, naprosté popření socialistického realismu.